# چیا چونگچانگ
چیا چونگچانگ (انگلیسی: Chia Chungchang) بازیکن بسکتبال اهل چین بود. وی در بازی‌های المپیک تابستانی ۱۹۴۸ شرکت کرده‌است.